# Camp Kikiwaka/Episodenliste
Diese Episodenliste enthält alle bekannten Episoden der US-amerikanischen TV-Serie Camp Kikiwaka (Bunk'd), sortiert nach der US-amerikanischen Erstausstrahlung. Die Fernsehserie umfasst 161 ausgestrahlte Episoden, 109 davon in Deutschland.

## Staffel 1
| Nr. (ges.) | Nr. (St.) | Deutscher Titel                | Originaltitel                     | Erstausstrahlung USA | Deutschsprachige Erstausstrahlung (D) | Regie             | Drehbuch                         | Zuschauer (USA) | Prod. Code |
| ---------- | --------- | ------------------------------ | --------------------------------- | -------------------- | ------------------------------------- | ----------------- | -------------------------------- | --------------- | ---------- |
| 1          | 1         | Willkommen im Camp Kikiwaka!   | Welcome to Camp Kikiwaka          | 31. Juli 2015        | 25. Apr. 2016                         | Bob Koherr        | Pamela Eells O’Connell           | 4,24 Mio.       | 101        |
| 2          | 2         | Die Axt im Wald                | Gone Girl                         | 7. Aug. 2015         | 26. Apr. 2016                         | Rich Correll      | Jeff Hodsden & Tim Pollock       | 2,12 Mio.       | 102        |
| 3          | 3         | Die Kanutherapie               | Camp Rules                        | 14. Aug. 2015        | 27. Apr. 2016                         | Bob Koherr        | Mike Montesano & Ted Zizik       | 1,80 Mio.       | 104        |
| 4          | 4         | Der Wächter des Geisterstocks  | Smells Like Camp Spirit           | 21. Aug. 2015        | 28. Apr. 2016                         | Rich Correll      | Lacey Dyer & Julie Layton        | 2,18 Mio.       | 105        |
| 5          | 5         | Angelträume                    | The Ones That Got Away            | 6. Nov. 2015         | 29. Apr. 2016                         | Bob Koherr        | Valerie Ahern & Eric Schaar      | 1,82 Mio.       | 103        |
| 6          | 6         | Kann mich jemand hören?        | Can You Hear Me Now               | 13. Nov. 2015        | 2. Mai 2016                           | Bob Koherr        | Sally Lapiduss                   | 1,79 Mio.       | 106        |
| 7          | 7         | Liebe deine Feinde             | Friending with the Enemy          | 20. Nov. 2015        | 3. Mai 2016                           | Rich Correll      | Adam Lapidus                     | 1,64 Mio.       | 107        |
| 8          | 8         | Waka, Waka, Waka!              | Waka, Waka, Waka!                 | 27. Nov. 2015        | 4. Mai 2016                           | Victor Gonzales   | Valerie Ahern & Eric Schaar      | 1,73 Mio.       | 108        |
| 9          | 9         | Der geheime Santa              | Secret Santa                      | 4. Dez. 2015         | 19. Dez. 2016                         | Lauren Breiting   | Jeff Hodsden & Tim Pollock       | 1,50 Mio.       | 114        |
| 10         | 10        | Ravi im Einsatz                | Counselors’ Night Off             | 8. Jan. 2016         | 5. Mai 2016                           | Bob Koherr        | Mike Montesano & Ted Zizik       | 1,48 Mio.       | 110        |
| 11         | 11        | Mein Camp, meine Heimat        | There’s No Place Like Camp        | 22. Jan. 2016        | 6. Mai 2016                           | Bob Koherr        | Pamela Eells O’Connell           | 1,86 Mio.       | 111        |
| 12         | 12        | Luke ist zurück!               | Luke’s Back                       | 12. Feb. 2016        | 5. Dez. 2016                          | Rich Correll      | Pamela Eells O’Connell           | 1,88 Mio.       | 119        |
| 13         | 13        | Nichts wie weg!                | No Escape                         | 19. Feb. 2016        | 9. Mai 2016                           | Rich Correll      | Jeff Hodsden & Tim Pollock       | 1,62 Mio.       | 112        |
| 14         | 14        | Begegnungen der besonderen Art | Close Encounters of the Camp Kind | 11. März 2016        | 10. Mai 2016                          | Bob Koherr        | Lacey Dyer & Julia Layton        | 1,50 Mio.       | 116        |
| 15         | 15        | Wo sind Emma und Xander?       | Crafted and Shafted               | 18. März 2016        | 11. Mai 2016                          | Bob Koherr        | Mike Montesano & Ted Zizik       | 1,37 Mio.       | 117        |
| 16         | 16        | Die Überraschungsparty         | Boo Boos and Birthdays            | 25. März 2016        | 12. Mai 2016                          | Phill Lewis       | Lacey Dyer & Julia Layton        | 1,63 Mio.       | 109        |
| 17         | 17        | Für Liebe und Reichtum         | For Love and Money                | 1. Apr. 2016         | 13. Mai 2016                          | Shannon Flynn     | Adam Lapidus                     | 1,47 Mio.       | 113        |
| 18         | 18        | Ravi hat ein Date!             | Love Is for the Birds             | 8. Apr. 2016         | 7. Dez. 2016                          | A. Laura James    | Pamela Eells O’Connell           | 1,40 Mio.       | 120        |
| 19         | 19        | Die Geisterhochzeit            | Bride and Doom                    | 29. Apr. 2016        | 6. Dez. 2016                          | Robbie Countryman | Desiree Bowie & Amanda Steinhoff | 1,48 Mio.       | 121        |
| 20         | 20        | Der Camp-Kiwikawa-Livestream   | Live from Camp Kikiwaka           | 13. Mai 2016         | 8. Dez. 2016                          | Rich Correll      | Valerie Ahern & Eric Schaar      | 1,29 Mio.       | 115        |
| 21         | 21        | Xander sagt auf Wiedersehen    | Xander Says Goodbye               | 20. Mai 2016         | 9. Dez. 2016                          | Bob Koherr        | Adam Lapidus                     | 1,25 Mio.       | 118        |

## Staffel 2
| Nr. (ges.) | Nr. (St.) | Deutscher Titel           | Originaltitel                 | Erstausstrahlung USA | Deutschsprachige Erstausstrahlung (D) | Regie             | Drehbuch                                           | Zuschauer (USA) | Prod. Code |
| ---------- | --------- | ------------------------- | ----------------------------- | -------------------- | ------------------------------------- | ----------------- | -------------------------------------------------- | --------------- | ---------- |
| 22         | 1         | Der neue Mitbewohner      | Griff Is in the House!        | 23. Aug. 2016        | 3. Juli 2017                          | Bob Koherr        | Pamela Eells O’Connell                             | 1,35 Mio.       | 201        |
| 23         | 2         | Der Sommerball            | Dance in My Pants             | 24. Aug. 2016        | 4. Juli 2017                          | Bob Koherr        | Valerie Ahern & Eric Schaar                        | 1,19 Mio.       | 202        |
| 24         | 3         | Stalldienst               | Zuri Has a Little Lamb        | 25. Aug. 2016        | 5. Juli 2017                          | Bob Koherr        | Lacey Dyer & Julia Layton                          | 1,44 Mio.       | 203        |
| 25         | 4         | Zuri ist raus             | Zuri Weasels Out              | 26. Aug. 2016        | 6. Juli 2017                          | Phill Lewis       | Sally Lapiduss                                     | 1,54 Mio.       | 205        |
| 26         | 5         | Die Horror-Queen          | Queen of Screams              | 16. Sep. 2016        | 7. Juli 2017                          | Robbie Countryman | Mike Montesano & Ted Zizik                         | 1,32 Mio.       | 207        |
| 27         | 6         | Bergführer Luke           | Luke Out Below                | 30. Sep. 2016        | 10. Juli 2017                         | Robbie Countryman | Adam Lapidus                                       | 1,50 Mio.       | 206        |
| 28         | 7         | Das Camp-Mysterium        | Camp Kiki-Slasher             | 7. Okt. 2016         | 11. Juli 2017                         | Rich Correll      | Mike Montesano & Ted Zizik                         | 2,00 Mio.       | 204        |
| 29         | 8         | Baumhaus des Schreckens   | Treehouse of Terror           | 28. Okt. 2016        | 12. Juli 2017                         | Bob Koherr        | Lacey Dyer & Julia Layton                          | 0,92 Mio.       | 209        |
| 30         | 9         | Achtung Herzschmerz       | Tidal Wave                    | 4. Nov. 2016         | 13. Juli 2017                         | Bob Koherr        | Jeff Hodsden & Tim Pollock                         | 1,33 Mio.       | 208        |
| 31         | 10        | Eingenebelt               | Fog'd In                      | 11. Nov. 2016        | 14. Juli 2017                         | Rich Correll      | Jeff Hodsden & Tim Pollock                         | 1,30 Mio.       | 212        |
| 32         | 11        | Flieg, Harold ,flieg!     | How the Griff Stole Christmas | 2. Dez. 2016         | 24. März 2020                         | Shannon Flynn     | Valerie Ahern & Eric Schaar                        | 1,24 Mio.       | 211        |
| 33         | 12        | Kampf der Köche           | Food Fight                    | 24. Feb. 2017        | 17. Juli 2017                         | Ben DeJesus       | Adam Lapidus                                       | 1,18 Mio.       | 217        |
| 34         | 13        | Legende zu Besuch         | Mother May I?                 | 3. März 2017         | 18. Juli 2017                         | Robbie Countryman | Jeff Hodsden & Tim Pollock                         | 1,18 Mio.       | 210        |
| 35         | 14        | Schlammschlacht           | Mud Fight                     | 17. März 2017        | 20. Juli 2017                         | Rich Correll      | Valerie Ahern & Eric Schaar                        | 1,11 Mio.       | 216        |
| 36         | 15        | Ein Hund namens Hank      | Dog Days of Summer            | 24. März 2017        | 21. Juli 2017                         | Bob Koherr        | Monica Contreras                                   | 1,18 Mio.       | 214        |
| 37         | 16        | Chuck außer Rand und Band | Bad Dog!                      | 31. März 2017        | 24. Juli 2017                         | Robbie Countryman | Pamela Eells O’Connell                             | 1,11 Mio.       | 215        |
| 38         | 17        | Ein Camp für Hochbegabte  | Camp Stinky Waka              | 7. Apr. 2017         | 25. Juli 2017                         | Lauren Breiting   | Mike Montesano & Ted Zizik                         | 0,84 Mio.       | 218        |
| 39         | 18        | Die Hütte des Jahres      | Cabin vs. Cabin               | 14. Apr. 2017        | 26. Juli 2017                         | Bob Koherr        | Lacey Dyer & Julia Layton                          | 0,93 Mio.       | 219        |
| 40         | 19        | Wenn Träume wahr werden   | Dreams Come True              | 21. Apr. 2017        | 27. Juli 2017                         | Bob Koherr        | Pamela Eells O’Connell                             | 0,96 Mio.       | 220        |
| 41         | 20        | Das Campfeuer             | We Didn't Start the Fire      | 28. Apr. 2017        | 28. Juli 2017                         | Rich Correll      | Brittany Assaly & Jason Hauser Idee: Sally Lapidus | 1,18 Mio.       | 221        |
| 42         | 21        | Grenzgänger               | The Great Escape              | 24. Mai 2017         | 19. Juli 2017                         | Rich Correll      | Adam Lapidus                                       | 0,99 Mio.       | 213        |

## Staffel 3
| Nr. (ges.) | Nr. (St.) | Deutscher Titel             | Originaltitel                   | Erstausstrahlung USA | Deutschsprachige Erstausstrahlung (D) | Regie             | Drehbuch                                                     | Zuschauer (USA) | Prod. Code |
| ---------- | --------- | --------------------------- | ------------------------------- | -------------------- | ------------------------------------- | ----------------- | ------------------------------------------------------------ | --------------- | ---------- |
| 43         | 1         | Bäriger Besuch              | We Can’t Bear It!               | 18. Juni 2018        | 21. Juli 2018                         | Bob Koherr        | Pamela Eells O’Connell & Adam Lapidus                        | 0,97 Mio.       | 301        |
| 44         | 2         | Die Hüpfburg                | Let’s Bounce!                   | 19. Juni 2018        | 22. Juli 2018                         | Bob Koherr        | Mike Montesano & Ted Zizik                                   | 0,93 Mio.       | 302        |
| 45         | 3         | Die Camp-Inspektion         | Take the Cake                   | 20. Juni 2018        | 28. Juli 2018                         | Jon Rosenbaum     | Valerie Ahern & Eric Schaar                                  | 0,85 Mio.       | 303        |
| 46         | 4         | Schwestern-Power            | O Sister, Where Art Thou?       | 21. Juni 2018        | 29. Juli 2018                         | Jon Rosenbaum     | Jeff Hodsden & Tim Pollock                                   | 1,01 Mio.       | 304        |
| 47         | 5         | Das Kikiwaka-Monster        | Cav’d In                        | 22. Juni 2018        | 4. Aug. 2018                          | Bob Koherr        | Skander Halim & Gina Ippolito                                | 0,97 Mio.       | 305        |
| 48         | 6         | Der Kochwettbewerb          | By All Memes                    | 25. Juni 2018        | 5. Aug. 2018                          | Bob Koherr        | Prathi Srinivasan & Joshua Levy                              | 0,85 Mio.       | 306        |
| 49         | 7         | Jede Menge Hummer           | A Whole Lotta Lobsta            | 29. Juni 2018        | 11. Aug. 2018                         | Bob Koherr        | Prathi Srinivasan & Joshua Levy                              | 0,92 Mio.       | 307        |
| 50         | 8         | Knochenfunde                | No Bones About It               | 2. Juli 2018         | 12. Aug. 2018                         | Lauren Breiting   | Valrie Ahern & Eric Shaar                                    | 0,73 Mio.       | 308        |
| 51         | 9         | Lous Jubiläum               | Finders Keepers, Lou’s a Weeper | 6. Juli 2018         | 18. Aug. 2018                         | Karan Brar        | Adam Lapidus                                                 | 0,85 Mio.       | 309        |
| 52         | 10        | Die Prophezeiungen          | Reversal of Fortune             | 9. Juli 2018         | 19. Aug. 2018                         | Robbie Countryman | Mike Montesano & Ted Zizik                                   | 0,77 Mio.       | 310        |
| 53         | 11        | Der Camp Kikiwaka-Pokal     | Game of Totems                  | 13. Juli 2018        | 24. Aug. 2018                         | Peyton List       | Adam Lapidus                                                 | 0,77 Mio.       | 311        |
| 54         | 12        | Die Nadel im Heuhaufen      | Toilets and Tiaras              | 16. Juli 2018        | 24. Aug. 2018                         | Bob Koherr        | Jeff Hodsden & Tim Pollock                                   | 0,75 Mio.       | 312        |
| 55         | 13        | Gefährlicher Dschungel      | Bungle in the Jungle            | 20. Juli 2018        | 25. Aug. 2018                         | Bob Koherr        | Pamela Eells O’Connell                                       | 0,73 Mio.       | 313        |
| 56         | 14        | Eine Zeitreise              | Gruel and Unusual Punishment    | 27. Juli 2018        | 25. Aug. 2018                         | Bob Koherr        | Valerie Ahern & Eric Schaar Idee: Mike Montesano & Ted Zizik | 0,63 Mio.       | 314        |
| 57         | 15        | Schneller, höher, sicherer! | It’s a Blast!                   | 3. Aug. 2018         | 26. Aug. 2018                         | Bob Koherr        | Valerie Ahern & Eric Schaar Idee: Jeff Hodsden & Tim Pollock | 0,71 Mio.       | 315        |
| 58         | 16        | Auf und davon               | Up, Up and Away                 | 21. Sep. 2018        | 26. Aug. 2018                         | Bob Koherr        | Pamela Eells O’Connell & Adam Lapidus                        | 0,65 Mio.       | 316        |

## Staffel 4
Die deutschsprachige Erstausstrahlung der ersten sechs Episoden der 4. Staffel fand in der Disney-Channel-App statt. Die restliche 4. Staffel erschien am 10. August 2022 auf Disney+.
| Nr. (ges.) | Nr. (St.) | Deutscher Titel                     | Originaltitel                     | Erstausstrahlung USA | Deutschsprachige Erstausstrahlung (D) | Regie              | Drehbuch                       | Zuschauer (USA) | Prod. Code |
| ---------- | --------- | ----------------------------------- | --------------------------------- | -------------------- | ------------------------------------- | ------------------ | ------------------------------ | --------------- | ---------- |
| 59         | 1         | Wer ist der Boss? Lou ist der Boss! | Who da Boss? Lou da Boss!         | 20. Juni 2019        | 31. Jan. 2020                         | Trevor Kirschner   | Erin Dulap & Phil Baker        | 0,68 Mio.       | 401        |
| 60         | 2         | Kikiwakas Supertalent               | Kikiwaka’s Got Talent             | 27. Juni 2019        | 31. Jan. 2020                         | Trevor Kirschner   | Valerie Ahern & Eric Schaar    | 0,57 Mio.       | 402        |
| 61         | 3         | Die Notlüge                         | Yes, Lies and Tower Escape        | 4. Juli 2019         | 31. Jan. 2020                         | Shannon Flynn      | David Booth                    | 0,37 Mio.       | 403        |
| 62         | 4         | Der Entschuldigungsbrief            | An Udder Disaster                 | 11. Juli 2019        | 31. Jan. 2020                         | Erika Kaestle      | Ian Weinreich & Clayton Sakoda | 0,48 Mio.       | 404        |
| 63         | 5         | Die Quelle der Freundschaft         | Hot Spring Friend Machine         | 18. Juli 2019        | 31. Jan. 2020                         | Erika Kaestle      | Huong Nguyen                   | 0,51 Mio.       | 405        |
| 64         | 6         | Erzrivalen                          | Water Under the Dock              | 25. Juli 2019        | 7. Feb. 2020                          | Phill Lewis        | Lia Woodward & Leah Folta      | 0,52 Mio.       | 406        |
| 65         | 7         | Kuschel                             | In Your Wildest Screams           | 5. Okt. 2019         | 10. Aug. 2022                         | Jody Margolin Hahn | Ian Weinreich & Clayton Sakoda | 0,55 Mio.       | 410        |
| 66         | 8         | Miss Tillys Pension                 | Inn Trouble                       | 12. Okt. 2019        | 10. Aug. 2022                         | Phill Lewis        | Valerie Ahern & Eric Schaar    | 0,61 Mio.       | 408        |
| 67         | 9         | Mission: Sauberer See               | Lake Rancid                       | 19. Okt. 2019        | 10. Aug. 2022                         | Phill Lewis        | David Booth                    | 0,58 Mio.       | 407        |
| 68         | 10        | Extrem!                             | Between a Racoon and a Hard Place | 26. Okt. 2019        | 10. Aug. 2022                         | Robbie Countryman  | Krystal Javier                 | 0,65 Mio.       | 409        |
| 69         | 11        | Mehr Mücken, mehr Probleme          | Mo-Squito Mo Problems             | 2. Nov. 2019         | 10. Aug. 2022                         | Jody Margolin Hahn | Huong Nguyen                   | 0,49 Mio.       | 411        |
| 70         | 12        | Gewinnen oder Spaß?                 | Sore Lou-ser                      | 9. Nov. 2019         | 10. Aug. 2022                         | Ben DeJesus        | Leah Folta & Lia Woodward      | 0,61 Mio.       | 412        |
| 71         | 13        | Der einsame Wolf                    | Lone Wolf                         | 16. Nov. 2019        | 10. Aug. 2022                         | Miguel Cruz        | Jason Dorris                   | 0,50 Mio.       | 413        |
| 72         | 14        | Mehr Käse für den König             | Serf’s Up-Rising                  | 23. Nov. 2019        | 10. Aug. 2022                         | Wendy Faraone      | David Booth                    | 0,46 Mio.       | 414        |
| 73         | 15        | Sommer-Winter-Wunderland            | Summer Winter Wonderland          | 7. Dez. 2019         | 10. Aug. 2022                         | Erika Kaestle      | Valerie Ahern & Eric Schaar    | 0,43 Mio.       | 415        |
| 74         | 16        | Camp Champion geht baden            | Cramped Champions                 | 10. Jan. 2020        | 10. Aug. 2022                         | Erika Kaestle      | Clayton Sakoda                 | 0,68 Mio.       | 416        |
| 75         | 17        | Der Hochstapler                     | A Tale of Two Stackers            | 17. Jan. 2020        | 10. Aug. 2022                         | Phill Lewis        | Huong Nguyen                   | 0,50 Mio.       | 417        |
| 76         | 18        | Ziege gegen Faultier                | Whatever Floats Your Goat Boat    | 24. Jan. 2020        | 10. Aug. 2022                         | Sean Mulcahy       | Lia Woodward & Leah Folta      | 0,49 Mio.       | 418        |
| 77         | 19        | Die Hitzwelle                       | Snow Cups and Fisticuffs          | 31. Jan. 2020        | 10. Aug. 2022                         | Kelly Park         | David Booth                    | 0,52 Mio.       | 419        |
| 78         | 20        | Klebeband geht immer                | The S’more, the S’merrier         | 7. Feb. 2020         | 10. Aug. 2022                         | Bob Koherr         | Valerie Ahern & Eric Schaar    | 0,58 Mio.       | 420        |
| 79         | 21        | Auf den ersten Blick                | Lava at First Fight               | 21. Feb. 2020        | 10. Aug. 2022                         | Jason Shipman      | Clayton Sakoda                 | 0,45 Mio.       | 421        |
| 80         | 22        | Von Streichen und Spielplätzen      | Town and Clown Relations          | 28. Feb. 2020        | 10. Aug. 2022                         | Morenike Joela     | Huong Nguyen                   | 0,38 Mio.       | 422        |
| 81         | 23        | Die Frauengruppe                    | Whisper Toots                     | 6. März 2020         | 10. Aug. 2022                         | Jody Margolin Hahn | Jason Dorris                   | 0,54 Mio.       | 423        |
| 82         | 24        | Feen gibt es wirklich               | My Fairy Lady                     | 13. März 2020        | 10. Aug. 2022                         | Bob Koherr         | Leah Folta & Lia Woodward      | 0,44 Mio.       | 424        |
| 83         | 25        | Zu viel um die Ohren                | Party Pooper                      | 20. März 2020        | 10. Aug. 2022                         | Jody Margolin Hahn | Erin Dunlap                    | 0,45 Mio.       | 425        |
| 84         | 26        | Jerry mit den zwei linken Händen    | Squatters’ Fights                 | 21. Juni 2020        | 10. Aug. 2022                         | Erika Kaestle      | Valerie Ahern & Eric Schaar    | 0,29 Mio.       | 426        |
| 85         | 27        | Drei Sterne und ein Baby            | Three Stars and a Baby            | 28. Juni 2020        | 10. Aug. 2022                         | Patrick Maloney    | David Booth                    | 0,40 Mio.       | 427        |
| 86         | 28        | Hier kommt der Elch                 | Manic Moose Day                   | 12. Juli 2020        | 10. Aug. 2022                         | Monica Contreras   | Huong Nguyen                   | 0,38 Mio.       | 428        |
| 87         | 29        | In den Brunnen gefallen             | Breaking Barb                     | 19. Juli 2020        | 10. Aug. 2022                         | Miranda May        | Clayton Sakoda                 | 0,29 Mio.       | 429        |
| 88         | 30        | Raven über Kikiwaka – Teil 2        | Raven About Bunk’d                | 24. Juli 2020        | 10. Aug. 2022                         | Trevor Kirschner   | Warren Hutcherson              | 0,72 Mio.       | 430        |

## Staffel 5
| Nr. (ges.) | Nr. (St.) | Deutscher Titel             | Originaltitel                                | Erstausstrahlung USA | Deutschsprachige Erstausstrahlung (D) | Regie                  | Drehbuch                                                   | Zuschauer (USA) | Prod. Code |
| ---------- | --------- | --------------------------- | -------------------------------------------- | -------------------- | ------------------------------------- | ---------------------- | ---------------------------------------------------------- | --------------- | ---------- |
| 89         | 1         | Boss oder Ross?             | Lou’s Still the Boss, but Now There’s a Ross | 15. Jan. 2021        | 10. Aug. 2022                         | Phill Lewis            | Valerie Ahern & Eric Schaar                                | 0,61 Mio.       | 501        |
| 90         | 2         | Kikiwaka-Radio              | Rise of the Machine                          | 22. Jan. 2021        | 10. Aug. 2022                         | Phill Lewis            | Mike Montesano & Ted Zizik                                 | 0,30 Mio.       | 502        |
| 91         | 3         | 15% für Handbeil-Joe        | R.V. Having Fun Yet?                         | 29. Jan. 2021        | 10. Aug. 2022                         | Bob Koherr             | David Booth                                                | 0,30 Mio.       | 503        |
| 92         | 4         | Tentakel-Spektakel          | Tentacle Difficulties                        | 5. Feb. 2021         | 10. Aug. 2022                         | Wendy Faraone          | Clayton Sakoda                                             | 0,36 Mio.       | 504        |
| 93         | 5         | Das Glück des Murmeltiers   | Luck of the Chuck                            | 12. Feb. 2021        | 10. Aug. 2022                         | Wendy Faraone          | Mike Montesano & Ted Zizik                                 | 0,33 Mio.       | 505        |
| 94         | 6         | Camper der Woche            | Look Who’s Squawking                         | 19. Feb. 2021        | 10. Aug. 2022                         | Jon Rosenbaum          | Justin Abarca                                              | 0,36 Mio.       | 506        |
| 95         | 7         | Professor Silva             | Raucous Science                              | 26. Feb. 2021        | 10. Aug. 2022                         | Jody Margolin Hahn     | Miranda May                                                | 0,34 Mio.       | 507        |
| 96         | 8         | Der Junge mit dem Stab      | Baton-man Begins                             | 5. März 2021         | 10. Aug. 2022                         | Jody Margolin Hahn     | Lia Woodward & Leah Folta                                  | 0,32 Mio.       | 508        |
| 97         | 9         | Zurückgeklaut               | Everyone’s Trap’d                            | 31. Mai 2021         | 10. Aug. 2022                         | Kim Wayans             | Huong Nguyen                                               | 0,22 Mio.       | 509        |
| 98         | 10        | Dick im Geschäft            | Pop Poppin’ In                               | 1. Juni 2021         | 10. Aug. 2022                         | Erika Kaestle          | Miranda May Idee: David Booth, Valerie Ahern & Eric Schaar | 0,16 Mio.       | 510        |
| 99         | 11        | Der Traum von der NASA      | Roll Models                                  | 2. Juni 2021         | 10. Aug. 2022                         | Erika Kaestle          | Crystal Shaw                                               | 0,24 Mio.       | 511        |
| 100        | 12        | Legendär                    | Gi Whiz                                      | 3. Juni 2021         | 10. Aug. 2022                         | Monica Marie Contreras | Nick Geisler & Claire Nauman                               | 0,26 Mio.       | 512        |
| 101        | 13        | Überraschungsbesuch         | Dancin’ Up a Storm                           | 4. Juni 2021         | 10. Aug. 2022                         | Jason Shipman          | Valerie Ahern & Eric Schaar                                | 0,35 Mio.       | 513        |
| 102        | 14        | Aufnahmeritual              | Out of the Doghouse                          | 11. Juni 2021        | 10. Aug. 2022                         | Danny Wayne            | Jason Dorris                                               | 0,28 Mio.       | 515        |
| 103        | 15        | Verliebte Missverständnisse | The Great Awkward Bake-Off                   | 18. Juni 2021        | 10. Aug. 2022                         | Phill Lewis            | Leah Folta & Lia Woodward                                  | 0,32 Mio.       | 514        |
| 104        | 16        | Sei nicht albern            | I Won’t Let You Clown                        | 25. Juni 2021        | 10. Aug. 2022                         | Raven-Symoné           | David Booth                                                | 0,38 Mio.       | 516        |
| 105        | 17        | Gwen ist zurück             | Crushin’ It                                  | 2. Juli 2021         | 10. Aug. 2022                         | Miranda May            | Crystal Shaw                                               | 0,28 Mio.       | 517        |
| 106        | 18        | Die Gruselgeschichten-Nacht | Camp Creepy-Waka                             | 9. Juli 2021         | 10. Aug. 2022                         | Patrick Maloney        | Crystal Shaw                                               | 0,40 Mio.       | 518        |
| 107        | 19        | Ein Star ist da             | A Star Is Torn                               | 16. Juli 2021        | 10. Aug. 2022                         | Karan Brar             | Mike Montesano & Ted Zizik                                 | 0,29 Mio.       | 519        |
| 108        | 20        | Die Elch-Königin            | Moose Queens and Possum Kings                | 30. Juli 2021        | 10. Aug. 2022                         | Kelly Park             | Terrell Lawrence                                           | 0,30 Mio.       | 520        |
| 109        | 21        | Freunde für immer           | Frien’ds Forever                             | 6. Aug. 2021         | 10. Aug. 2022                         | Sean Mulcahy           | Valerie Ahern & Eric Schaar                                | 0,33 Mio.       | 521        |

## Staffel 6
| Nr. (ges.) | Nr. (St.) | Deutscher Titel                            | Originaltitel                      | Erstausstrahlung USA | Deutschsprachige Erstausstrahlung (D) | Regie                  | Drehbuch                     | Zuschauer (USA) | Prod. Code |
| ---------- | --------- | ------------------------------------------ | ---------------------------------- | -------------------- | ------------------------------------- | ---------------------- | ---------------------------- | --------------- | ---------- |
| 110        | 1         | Ranch Kikiwaka                             | Learning the Ropes                 | 10. Juni 2022        | 3. Jan. 2024                          | Trevor Kirschner       | Erin Dunlap                  | 0,26 Mio.       | 601        |
| 111        | 2         | Kuhles Branding                            | Never a Dull Moo-ment              | 17. Juni 2022        | 3. Jan. 2024                          | Trevor Kirschner       | Valerie Adhern & Eric Schaar | —               | 602        |
| 112        | 3         | Der Erste-Hilfe-Kurs                       | Worst Aid                          | 24. Juni 2022        | 3. Jan. 2024                          | Jody Margolin Hahn     | Mike Montesano & Ted Zizik   | 0,14 Mio.       | 603        |
| 113        | 4         | Die Schatzsuche                            | Wrecks Mark the Spot               | 1. Juli 2022         | 3. Jan. 2024                          | Jody Margolin Hahn     | Clayton Sakoda               | 0,15 Mio.       | 604        |
| 114        | 5         | Ohne Schweiß kein Preis                    | The Truth Will Sweat You Free      | 8. Juli 2022         | 3. Jan. 2024                          | Wendy Faraone          | Roxy Simons                  | 0,16 Mio.       | 605        |
| 115        | 6         | Die Buffalo-Betties                        | Where the Buffalo Betties Roam     | 15. Juli 2022        | 3. Jan. 2024                          | Robbie Countryman      | Victor M. Duenas             | 0,16 Mio.       | 606        |
| 116        | 7         | Das Desaster-Rezept                        | A Recipe for Disaster              | 22. Juli 2022        | 3. Jan. 2024                          | Karan Brar             | Darren L. Thomas             | 0,23 Mio.       | 607        |
| 117        | 8         | Das Rodeo                                  | Back in the Saddle                 | 29. Juli 2022        | 3. Jan. 2024                          | Robbie Countryman      | David Booth                  | 0,11 Mio.       | 608        |
| 118        | 9         | Goldgräbergeschichten aus der Gruselkammer | Bunkhouse of Horror                | 25. Sep. 2022        | 3. Jan. 2024                          | Phill Lewis            | Clayton Sakoda               | 0,17 Mio.       | 611        |
| 119        | 10        | Eine Weihnachtsgruselgeschichte            | Hauntin’ Around the Christmas Tree | 2. Dez. 2022         | 3. Jan. 2024                          | Jon Rosenbaum          | Nick Geisler & Claire Nauman | 0,11 Mio.       | 612        |
| 120        | 11        | Vom Geysir und anderen Ausbrüchen          | Hope You Geyser Ready to Go!       | 2. Jan. 2023         | 3. Jan. 2024                          | Miranda May            | Valerie Ahern & Eric Schaar  | 0,13 Mio.       | 609        |
| 121        | 12        | Drei erste Dates                           | The Song Remains a Pain            | 2. Jan. 2023         | 3. Jan. 2024                          | Phill Lewis            | Mike Montesano & Ted Zizik   | —               | 610        |
| 122        | 13        | Echte Kunstwerke                           | Art Imitates Life                  | 13. Jan. 2023        | 3. Jan. 2024                          | Jon Rosenbaum          | Roxy Simons                  | 0,15 Mio.       | 613        |
| 123        | 14        | Walzer der Verliebten                      | Wild West Side Story               | 20. Jan. 2023        | 3. Jan. 2024                          | Princess Monique Filmz | Victor M. Duenas             | 0,13 Mio.       | 614        |
| 124        | 15        | Der Onkel und die Meerjungfrau             | The Wrath of Con                   | 27. Jan. 2023        | 3. Jan. 2024                          | Victor Gonzalez        | Darren L. Thomas             | 0,11 Mio.       | 615        |
| 125        | 16        | Das Trüffelschwein                         | Finn It to Win It                  | 3. Feb. 2023         | 3. Jan. 2024                          | Victor Gonzalez        | Valerie Ahern & Eric Schaar  | 0,08 Mio.       | 616        |
| 126        | 17        | Von Alpakas und Actionstunts               | Alpaca-lypse Now                   | 17. Feb. 2023        | 3. Jan. 2024                          | Patrick Maloney        | David Booth                  | 0,11 Mio.       | 617        |
| 127        | 18        | Völlig von der Rolle                       | Wicked Switch West                 | 24. Feb. 2023        | 3. Jan. 2024                          | Miranda May            | Mike Montesano & Ted Zizik   | 0,10 Mio.       | 618        |
| 128        | 19        | Wellness wider Willen                      | No Pain, No Grain                  | 3. März 2023         | 3. Jan. 2024                          | Dave Cove              | Clayton Sakoda               | 0,12 Mio.       | 619        |
| 129        | 20        | Chili, Schuhe & Sally Sue                  | Shoe Dro and Chili Pop             | 12. März 2023        | 3. Jan. 2024                          | Terri J. Vaughn        | Victor M. Duenas             | —               | 620        |
| 130        | 21        | Jill & Bill                                | Pickett Fencing                    | 12. März 2023        | 3. Jan. 2024                          | Shilpi Roy             | Darren L. Thomas             | 0,09 Mio.       | 621        |
| 131        | 22        | Testphase                                  | Model Citizen                      | 19. März 2023        | 3. Jan. 2024                          | Jason Shipman          | Roxy Simons                  | —               | 622        |
| 132        | 23        | Biber, Baumharz, Bauprojekte               | Camp Fails and Beaver Tales        | 26. März 2023        | 3. Jan. 2024                          | Danny Wayne            | David Booth                  | 0,11 Mio.       | 623        |
| 133        | 24        | Stepptanz mit Vogelhäuschen                | Tap’d Out                          | 2. Apr. 2023         | 3. Jan. 2024                          | Erika Kaestle          | Valerie Ahern & Eric Schaar  | 0,18 Mio.       | 624        |
| 134        | 25        | Badminton-Drama                            | Badminton to the Bone              | 9. Apr. 2023         | 3. Jan. 2024                          | Erika Kaestle          | Mike Montesano & Ted Zizik   | 0,10 Mio.       | 625        |
| 135        | 26        | Das Festival                               | For Letter or Worse                | 16. Apr. 2023        | 3. Jan. 2024                          | Bob Koherr             | Eugene Garcia-Cross          | 0,09 Mio.       | 626        |
| 136        | 27        | Kennt ihr Ken?                             | Butter You Doing Here?             | 23. Apr. 2023        | 3. Jan. 2024                          | Bob Koherr             | Erin Dunlap                  | 0,09 Mio.       | 627        |
| 137        | 28        | Olivers Twist                              | Writer’s Locked                    | 7. Mai 2023          | 3. Jan. 2024                          | Victor Gonzalez        | Clayton Sakoda               | 0,11 Mio.       | 628        |
| 138        | 29        | Winnie war’s nicht!                        | Most Wanted                        | 14. Mai 2023         | 3. Jan. 2024                          | Morenike Joela Evans   | David Booth                  | —               | 629        |
| 139        | 30        | Rettet die Ranch!                          | Desperate Treasures                | 21. Mai 2023         | 3. Jan. 2024                          | Jody Margolin Hahn     | Erin Dunlap                  | 0,09 Mio.       | 630        |

## Staffel 7
| Nr. (ges.) | Nr. (St.) | Deutscher Titel               | Originaltitel                         | Erstausstrahlung USA | Deutschsprachige Erstausstrahlung (D) | Regie                 | Drehbuch                                             | Zuschauer (USA) | Prod. Code |
| ---------- | --------- | ----------------------------- | ------------------------------------- | -------------------- | ------------------------------------- | --------------------- | ---------------------------------------------------- | --------------- | ---------- |
| 140        | 1         | Verfluchter Tag im Camp       | Cursed Day of Camp                    | 23. Juli 2023        | —                                     | Robbie Countryman     | Erin Dunlap                                          | —               | 701        |
| 141        | 2         | Das Arbeitsjubiläum           | Workaversary Girl                     | 30. Juli 2023        | —                                     | Robbie Countryman     | David Booth                                          | —               | 702        |
| 142        | 3         | Süßes Fleisch                 | Meat Cute                             | 6. Aug. 2023         | —                                     | Trevor Kirschner      | Valerie Ahern & Eric Schaar                          | —               | 703        |
| 143        | 4         | Mitten ins Schwarze           | An Arrow Victory                      | 13. Aug. 2023        | —                                     | Trevor Kirschner      | Mike Montesano & Ted Zizik                           | —               | 704        |
| 144        | 5         | Heiße Mode                    | Hot Couture                           | 20. Aug. 2023        | —                                     | Bob Koherr            | Roxy Simons                                          | —               | 705        |
| 145        | 6         | Was ist mit Barb?             | What About Barb?                      | 27. Aug. 2023        | —                                     | Victor Gonzalez       | Nick Geisler                                         | —               | 706        |
| 146        | 7         | Ein völlig verrücktes Luau    | Wastin’ Away Again in Barb-aritaville | 3. Sep. 2023         | —                                     | Victor Gonzalez       | Clayton Sakoda                                       | —               | 707        |
| 147        | 8         | Wer wird neuer Bürgermeister? | Don’t Hate the Mayor, Hate the Game   | 10. Sep. 2023        | —                                     | Shilpi Roy            | Christian L. Scott                                   | —               | 708        |
| 148        | 9         | Turnstars in der Stadt        | Coop D’etat                           | 17. Sep. 2023        | —                                     | Miranda May           | Mike Montesano & Ted Zizik                           | —               | 709        |
| 149        | 10        | Ich und die KI                | Me, Myself and A.I.                   | 24. Sep. 2023        | —                                     | Miranda May           | David Booth                                          | —               | 710        |
| 150        | 11        | Das ominöse Video             | The Glitching Hour                    | 29. Sep. 2023        | —                                     | Robbie Countryman     | Annie Nishida                                        | —               | 711        |
| 151        | 12        | —                             | Friends in Snow Places                | 1. Dez. 2023         | —                                     | Dave Cove             | Christian L. Scott Idee: Valerie Ahern & Eric Schaar | —               | 712        |
| 152        | 13        | —                             | Yodel Recall                          | 5. Juli 2024         | —                                     | Jason Shipman         | Clayton Sakoda                                       | —               | 713        |
| 153        | 14        | —                             | Game of Throne                        | 5. Juli 2024         | —                                     | Phill Lewis           | Roxy Simons                                          | —               | 714        |
| 154        | 15        | —                             | Busk a Move                           | 12. Juli 2024        | —                                     | Phill Lewis           | Nick Geisler                                         | —               | 715        |
| 155        | 16        | —                             | Free Falls and Pickleballs            | 12. Juli 2024        | —                                     | Patrick Maloney       | Christian L. Scott                                   | —               | 716        |
| 156        | 17        | —                             | And the Kiki Goes To...               | 19. Juli 2024        | —                                     | Morenike Joela Evans  | Effie Antigone & Carly Garber                        | —               | 717        |
| 157        | 18        | —                             | Iguana Be Best Man                    | 19. Juli 2024        | —                                     | Keisha Stewart        | David Booth                                          | —               | 718        |
| 158        | 19        | —                             | License to Cattle Drive               | 26. Juli 2024        | —                                     | Mallory James Mahoney | Vanessa Mancos                                       | —               | 719        |
| 159        | 20        | —                             | Cold Feet, Hot Brobblers              | 26. Juli 2024        | —                                     | Erika Kaestle         | Valerie Ahern & Eric Schaar                          | —               | 720        |
| 160        | 21        | —                             | Slapshot to the Heart                 | 2. Aug. 2024         | —                                     | Jody Margolin Hahn    | Erin Dunlap                                          | —               | 721        |
| 161        | 22        | —                             | Happy Trails                          | 2. Aug. 2024         | —                                     | Bob Koherr            | Erin Dunlap                                          | —               | 722        |